# Leading Quality Trails – Best of Europe
Leading Quality Trails – Best of Europe (LQT) je systém certifikace turistických stezek v Evropě, který má přispět k zajištění vysokého standardu evropských dálkových tras. Certifikace probíhá podle kritérií, která sestavila ERA. Tato kritéria hodnotí typ povrchu stezky, značení a propojení s dalšími pěšími stezkami. Součástí kritérií je také zajištění služeb pro turisty podél stezky a nástupní body na stezku. Certifikaci mohou získat pouze kompletní turistické trasy. Předpokladem je vzdálenost nejméně 50 km se třemi denními etapami.

## Seznam certifikovaných stezek LQT
- Albtreufgänger
- Andros Route
- Donauberglandweg
- Escapardenne Eisleck Trail
- Escapardenne Lee Trail
- Gendarmsti
- GR 22 (Grande Rota of the Historic Villages of Portugal)
- Kullaleden
- Lechweg
- Menalon Trail
- Moselsteig
- Mullerthal Trail
- Nestos-Rodopi Trail
- Rota Vicentina
- Stezka podél Lužnice
- Ursa Trail
- Veldenzwanderweg
- Zeugenbergrunde
- Traversée du Massif des Vosges